# Ну, погоди! (телевыпуски)
«Ну, погоди́! (телевыпуски 1-3)» — мультипликационный фильм, состоящий из трёх частей (трёх телевыпусков). снятый на студии «ТО Экран» режиссером Юрием Бутыриным. Вышел на экраны в 1980—1981 году.

## Заставка
Выпуск начинается с того, как Волк и Заяц бегут, встречая других известных персонажей студии «Союзмультфильм», под музыкальное сопровождение заставки мультсериала «Ну, погоди!».
Кажется, это погоня, но на самом деле — нет. Все они бегут на телестудию «Останкино». Оказавшись на студии, Волк в очередной раз пытается напасть на Зайца, но в ответ Заяц отмахивается и говорит знакомое «Ну, погоди!». В растерянности Волк замечает телевизор, и вместе с Зайцем они начинают смотреть титры.

## Сюжет

### «Зимой и летом» (1 Телевыпуск)
Волк и Заяц смотрят телевизор. Во время просмотра, Волк замечает Моржа, плавающего в проруби. У Волка моментально появляется желание — стать «Моржом». Для этого он берёт санки, и подключает нагреватель воды в розетку, чтобы плавать с комфортом. Но не только вода становится тёплой, но и окружающая природа меняется. На деревьях начинают расти вместо берёзовых почек бананы, вместо шишек ананасы… Но от тепла появляются и крокодилы, которые сразу начали преследовать Волка, чтобы его съесть. Заяц замечает эту страшную картину, и стукает по телевизору. Удар доходит до Волка, который в страхе, заметив крокодилов, забирается высоко на дерево. Однако крокодилы тут же начинают пилить дерево и нарезать хлеб для будущего бутерброда. Заяц понимает, в чём дело, и отключает нагреватель от розетки. Резко градус понижается, и крокодилы возвращаются в прорубь. Один Волк лишь только остался на дереве. После не до конца сказанной коронной фразы «Ну, Заяц …», дерево падает на землю (судя по звуку, упал в прорубь). И тогда слышится: «Ну, погоди!»'.

### «Охота на зайцев» (2 Телевыпуск)
Волк и Заяц снова смотрят телевизор. Во время просмотра, Волк замечает Хоровод зайцев. Он сразу представляет их себе жареными на тарелке. Он сразу тепло одевается, и берёт с собой ружьё. Ружьё заряжено, охота началась… Но Заяц жалеет зайцев и всячески пытается помешать Волку: то кнопку переключит на телевизоре, то сам телевизор перевернёт. В последний миг Волк вываливается на Зайца, и хватает его. Он начинает своё «Ну, Заяц…», но его перебивает Заяц и убеждает его подождать. Волк снова обращает внимание на телевизор.

### «Незваный гость» (3 Телевыпуск)
Третий телевыпуск начинается с окончания второго телевыпуска. Волк, поймав Зайца, обращает внимание на телевизор. Волк отпускает Зайца, поняв, что, возможно, идёт интересная программа. Они снова вместе садятся и смотрят. На экране показывают Волчицу, роскошно подъезжающую к своей квартире. Волк моментально влюбляется в неё, и, уже одетый в белый пиджак, идёт в квартиру, где живёт Волчица. Но, перепутав квартиру, он вместо возлюбленной встречает свирепую собаку. Заяц спасает его, переключая канал. Волк попадает в квартиру, где живёт семейство Быков. Глава семьи замечает букет роз, приходит от красного цвета в бешенство и набрасывается на незадачливого романтика. Тогда Заяц снова переключает канал, и Волк попадает к самому Отелло. Он подумал, что ему нужна помощь для «успокоения», но тот вдруг собрался его задушить.
Заяц продолжает переключать каналы, и каждый раз Волк оказывается на враждебной территории. С кем бы он ни встречался, все хотят с ним разделаться. В конце концов Волк выбегает из дома, а за ним гонится толпа разъярённых жителей. Зайцу ничего не остаётся, как услышать фирменное волчье «Ну, погоди!»

## Создатели
| Автор сценария             | Александр Курляндский |
| Режиссёр                   | Юрий Бутырин |
| Художники-постановщики     | Галина Беда, Александр Елизаров |
| Оператор                   | Владимир Милованов |
| Композиторы                | Виктор Купревич, Алексей Рыбников, Евгений Крылатов |
| Звукооператор              | Виталий Азаровский |
| Роли озвучивали:           | Владимир Ферапонтов — (Волк), Клара Румянова — (Заяц) Андрей Миронов - исполнение песни о шпаге |
| Художники-мультипликаторы: | Ольга Киселёва, Ирина Гундырева, Игорь Самохин, Галина Черникова, Константин Романенко, Валентина Лопухова, Михаил Першин, Владимир Спорыхин, Семён Петецкий |
| Художники:                 | Александр Брежнев, Ирина Балова, Наталия Дмитревна, Любовь Хорошкова, Жанна Корякина, Татьяна Кузьмина, Галина Ливинская, Ольга Петрова, Татьяна Степанова, Елена Строганова, Валентин Самотейкин, Татьяна Великород, Анатолий Цыбин, Татьяна Арешкова, Наталья Дружинина, Леонард Янелис, Олег Ткаленко |
| Ассистент режиссёра        | Леонид Яскевич |
| Монтажёр                   | Любовь Георгиева |
| Редактор                   | Елена Ходина |
| Директоры картины          | Лидия Варенцова, Раиса Боровикова |

## Интересные Факты
1. В данном теле выпуске можно увидеть городские дома и пейзажи из 5 выпуска оригинального мультсериала.
2. Данный телевыпуск является продолжением видеозаставки «Программы мультфильмов» (1972 г., 52 сек.).
3. Выпуск является первой режиссёрской работой художника-мультипликатора Юрия Бутырина, участвовавшего в создании оригинальных серий «Ну, погоди!».
4. Сам режиссёр оригинальной серии мультфильмов «Ну, погоди!» — Вячеслав Котёночкин, в своих мемуарах и публичных выступлениях называл их «Убогое Дурновкусие», давая им низкую оценку.
5. В заставке присутствуют герои таких известных мультфильмов, как «Крокодил Гена», «Бегемот, который боялся прививок» и «Метеор на ринге».
6. По мотивам данного мультипликационного телефильма Александром Курляндским позднее был написан рассказ-новеллизация «Ну, погоди!»[1]